# Les Planches-près-Arbois
Les Planches-près-Arbois is een gemeente in het Franse departement Jura (regio Bourgogne-Franche-Comté) en telt 94 inwoners (2009). De plaats maakt deel uit van het arrondissement Lons-le-Saunier.

## Geografie
De oppervlakte van Les Planches-près-Arbois bedraagt 1,4 km², de bevolkingsdichtheid is dus 67,1 inwoners per km².

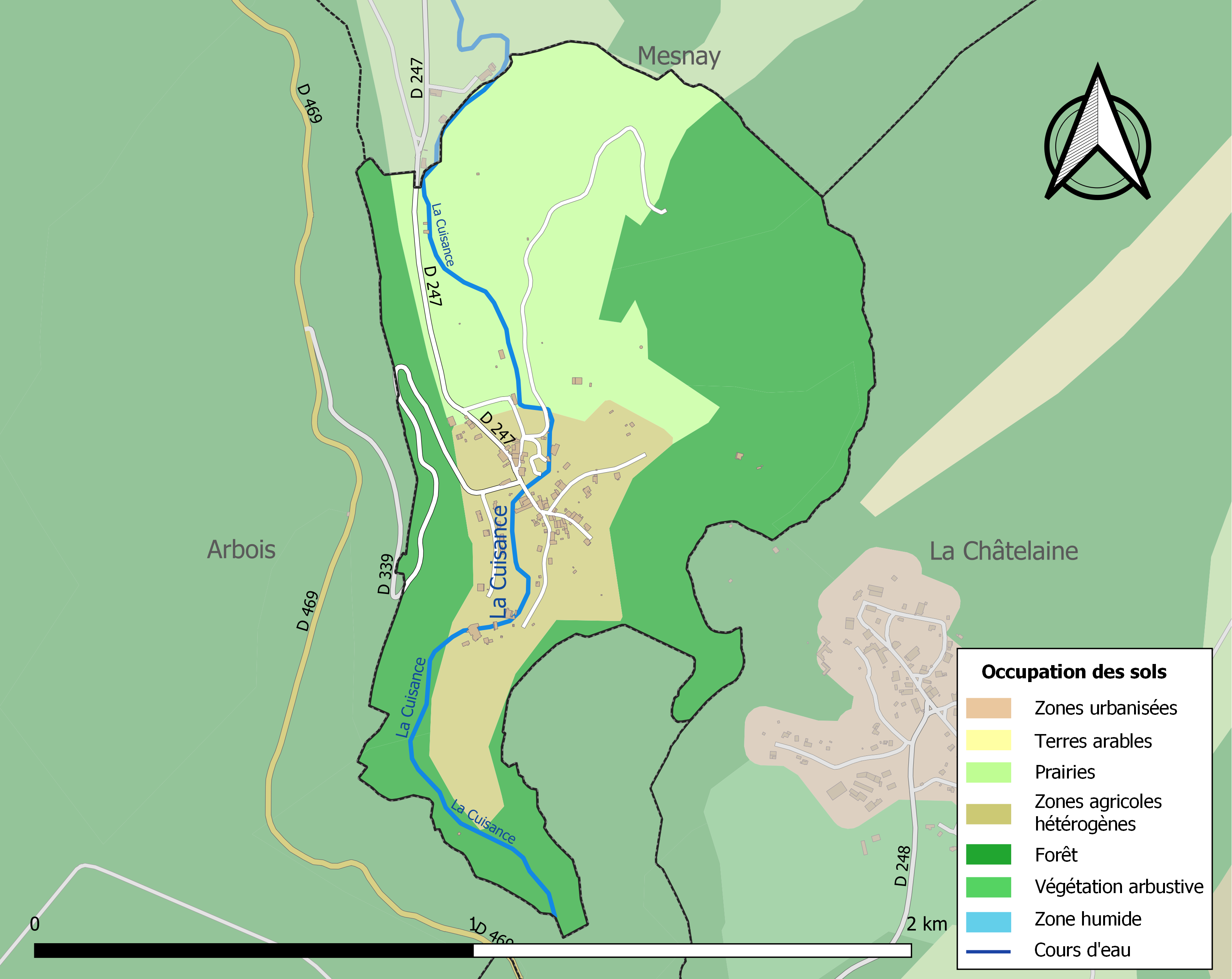
Kaart van de gemeente met de belangrijkste infrastructuur, bodemgebruik en omliggende gemeenten

## Demografie
Onderstaande figuur toont het verloop van het inwonertal (bron: INSEE-tellingen).

## Geboren
Jean-Charles Pichegru (1761-1804), generaal 